# Płyta afrykańska

Płyta afrykańska (kolor pomarańczowy)

Płyta afrykańska – płyta tektoniczna, obejmująca swoim zasięgiem Afrykę i znaczną część południowego Atlantyku oraz Oceanu Indyjskiego.

## Położenie
Od zachodu graniczy z płytą północnoamerykańską i płytą południowoamerykańską, a od północy z płytą euroazjatycką. Od wschodu kontaktują z nią płyta arabska, płyta indyjska i płyta australijska. Dwie ostatnie są często traktowane łącznie jako płyta indoaustralijska. Południową i południowo-wschodnią granicę tworzy płyta antarktyczna.

## Charakterystyka
Płytę afrykańską od północnego zachodu, zachodu, południa, wschodu i północnego wschodu otaczają grzbiety śródoceaniczne, w obrębie których, w strefie spreadingu powstaje nowa skorupa oceaniczna. Tym samym oceany Atlantycki i Indyjski coraz bardziej powiększają swoją powierzchnię, zaś Afryka oddala się od pozostałych kontynentów (śr. roczne tempo ruchu w strefie spreadingu Ocean Atlantyckiego wynosi 2,5 cm), jednocześnie pękając wzdłuż strefy Wielkich Rowów Afrykańskich.

## Podział płyty
Według części autorów z płyty afrykańskiej wydzielone są:
- płyta somalijska – wschodnią część kontynentu
- płyta madagaskarska
- płyta Seszeli
- płyta nubijska

Wiek skorupy kontynentalnej Afryki określono na okres od prekambru do czasów obecnych, a skorupy oceanicznej płyty afrykańskiej na okres od wczesnej kredy do dziś.